# Maison Lismonde

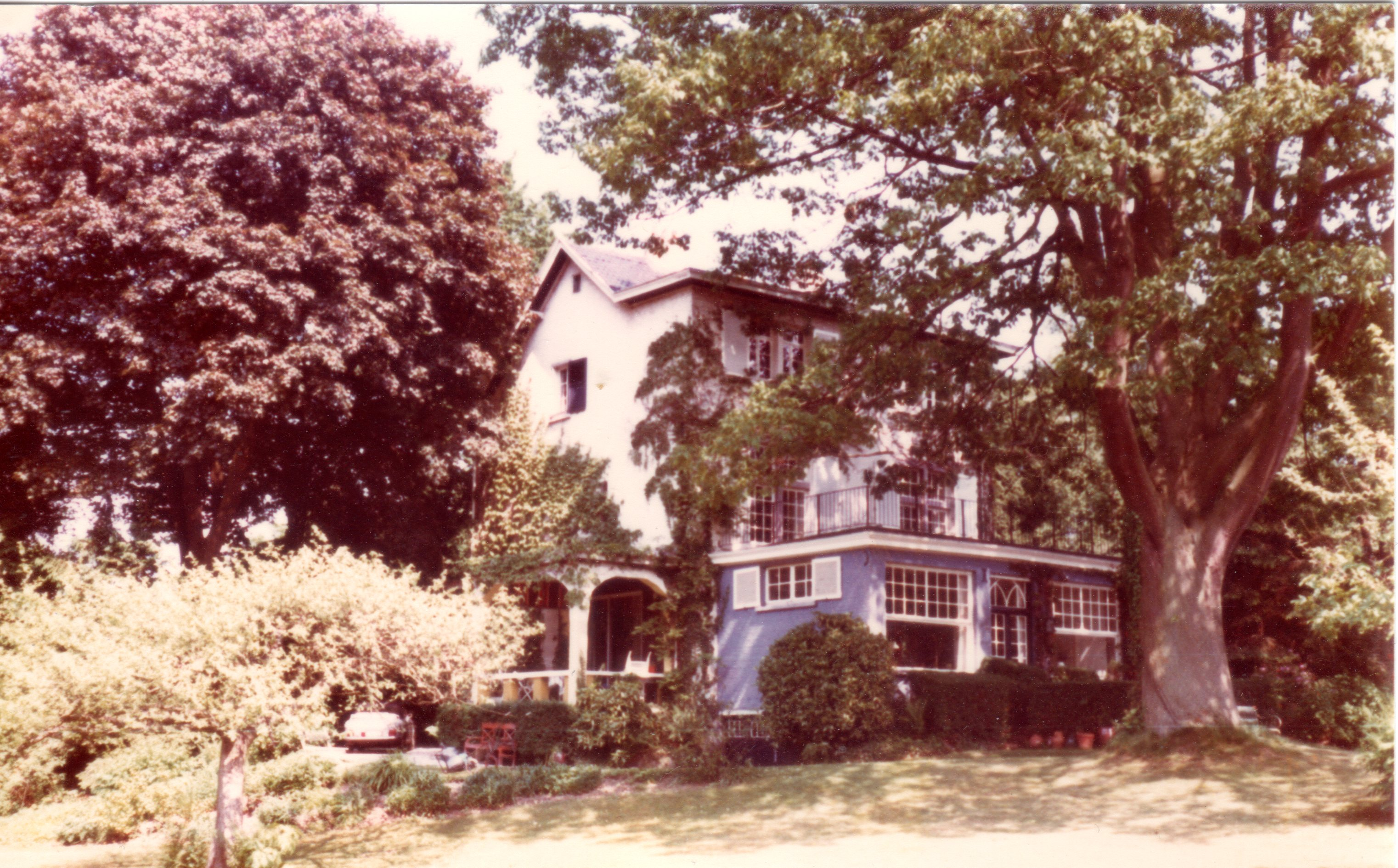
La Maison Lismonde, en 1981.

La Maison Lismonde, ou villa « Les Roches », est un édifice de la fin du XIXe siècle situé dans un parc privé à Linkebeek (Belgique), dans la vallée des artistes. Établie au no 1 rue Dwersbos, elle fut l'habitation personnelle et l'atelier du peintre Jules Lismonde de 1956 à sa mort en 2001.

## Historique

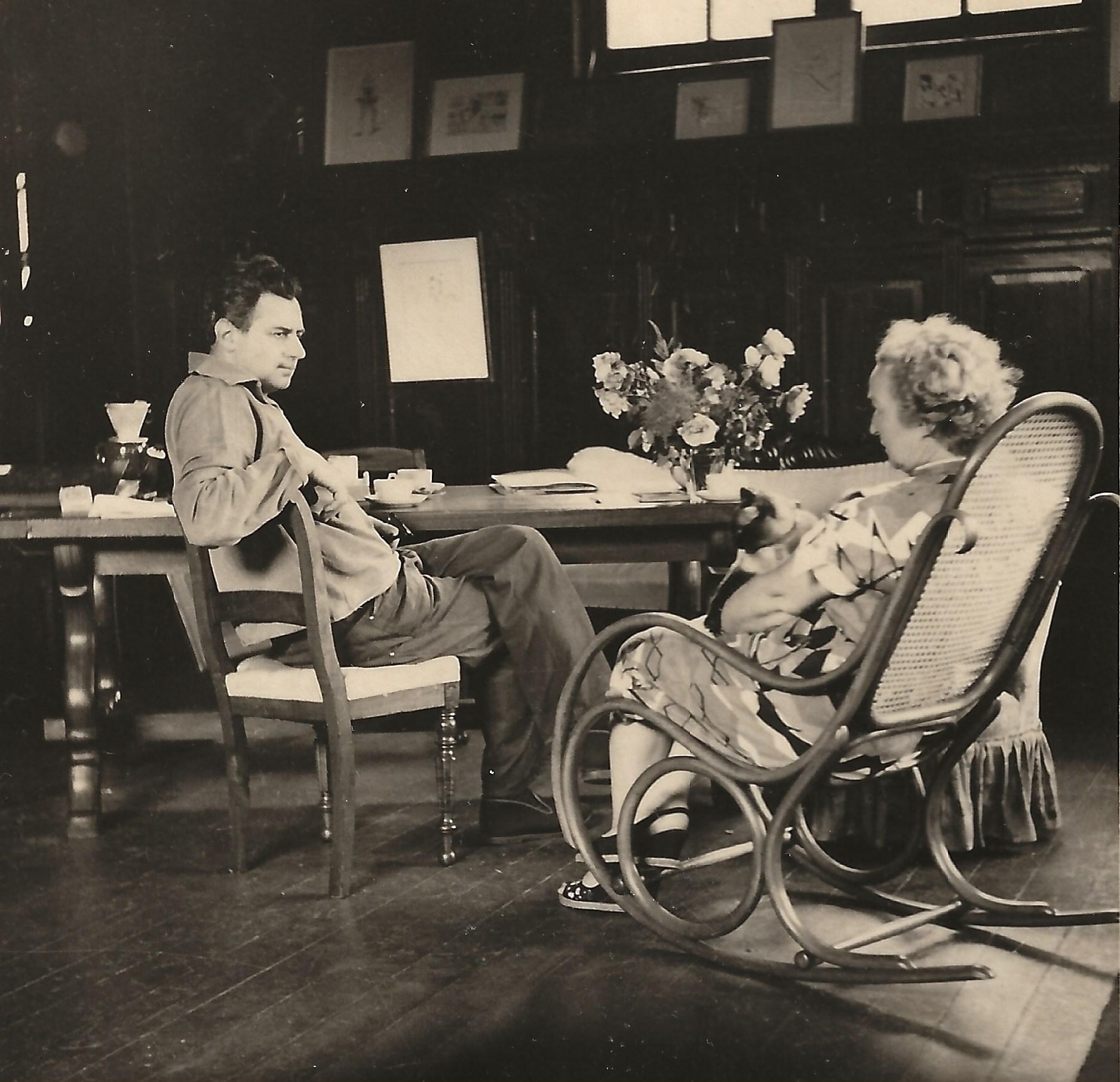
Lismonde et son épouse Titi, à la villa « Les Roches » à Linkebeek (Belgique) en juin 1956.

Homme cultivé, connaissant ses classiques et formé à la science musicale, Lismonde avait conservé vivante dans sa demeure de Linkebeek en Belgique cette ancienne tradition de convivialité qui régnait jadis dans l'atelier d'artiste, « espace de réunion et de discussions » non uniquement limité aux arts plastiques mais ouvert aux discussions littéraires et à la créativité dans tous les domaines. La villa « Les Roches » était ainsi une ruche bourdonnante où se côtoyaient sous le haut chêne tout le cercle amical qui gravitait autour de Lismonde.
Désireux de permettre à son œuvre de continuer à s'épanouir dans le cadre où elle a été en grande partie créée et où il a vécu dès 1956 avec son épouse Titi, Lismonde a fait don de sa maison à la commune de Linkebeek afin d'y faire naître un lieu vivant consacré aux arts.
Pour répondre au désir de l'artiste, une association sans but lucratif (ASBL) dénommée « Fondation Lismonde » fut créée le 5 novembre 1998 afin d’y gérer son œuvre, entretenir la mémoire et le génie du lieu et y continuer cette tradition conviviale de l'atelier d'artiste cultivée par Lismonde.
En vertu de la loi de mai 2002 ne permettant plus à une ASBL de s'intituler « fondation », l'association — qui se situe en Région flamande de Belgique — prit le nom bilingue de « Maison Lismonde/Huize Lismonde ». Disparu en 2001, Lismonde avait fait don d'un grand nombre de ses œuvres à ce qui était encore la Fondation et légué sa maison à la Commune de Linkebeek pour que cette dernière puisse y développer ses activités. Elle est de ce fait devenue un centre culturel ouvert à de nombreuses activités où se déroulent notamment des expositions et des concerts.

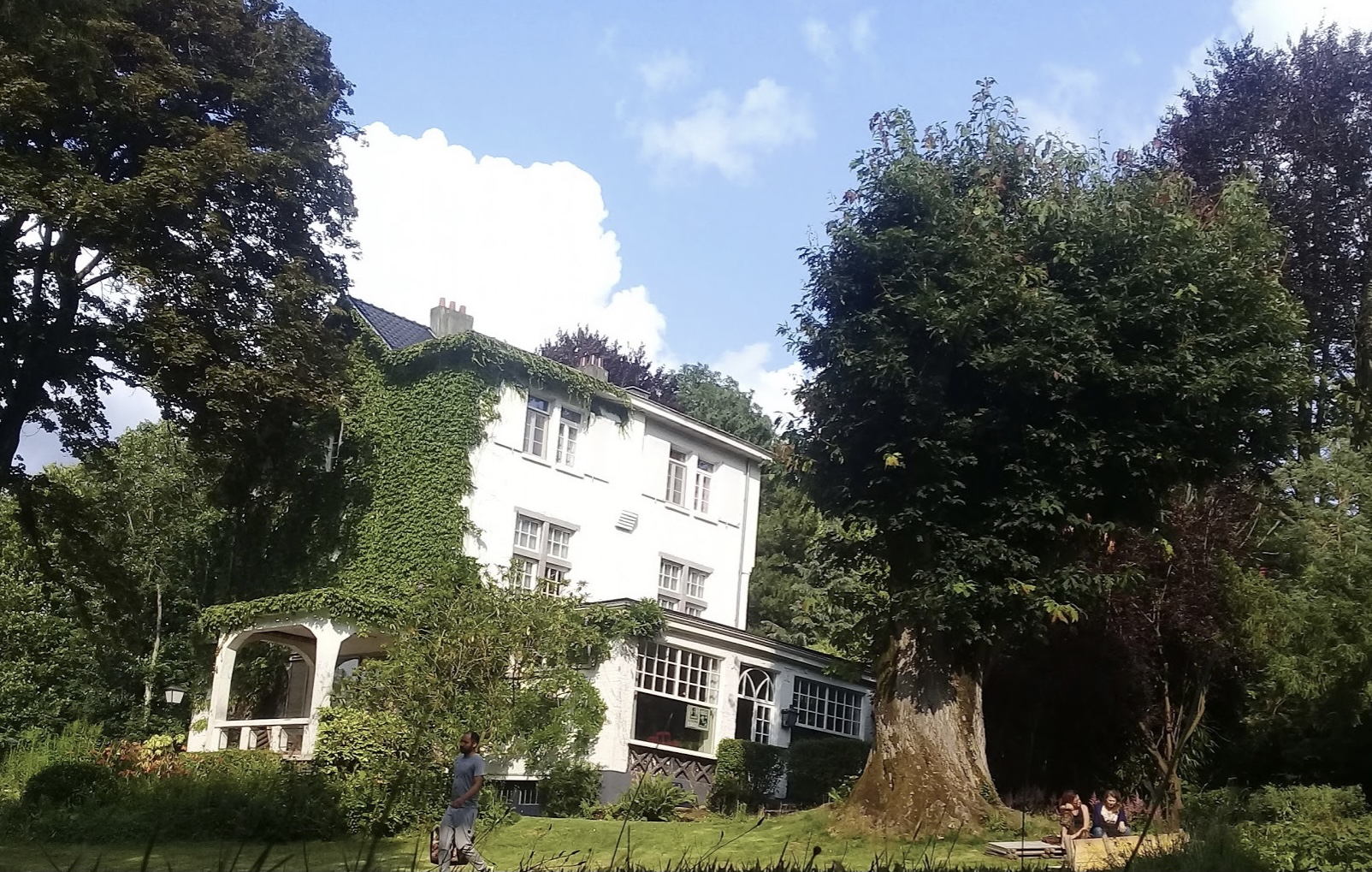
Nichée dans un magnifique cadre de verdure qui abritait notamment un haut chêne, désormais étêté depuis mars 2018 ...
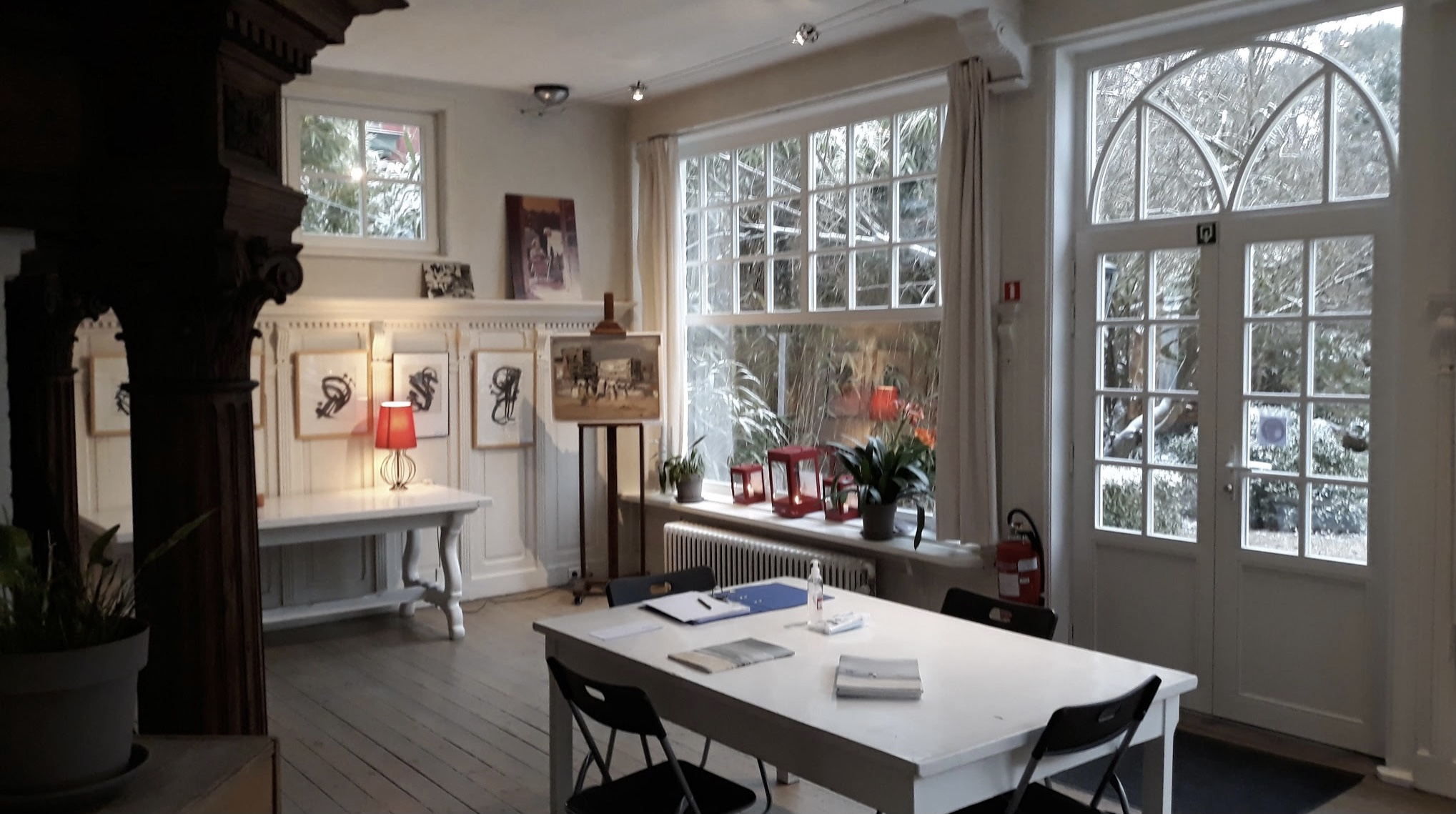
... la Maison Lismonde, ouverte au public, abrite une importante collection des œuvres de l'artiste...
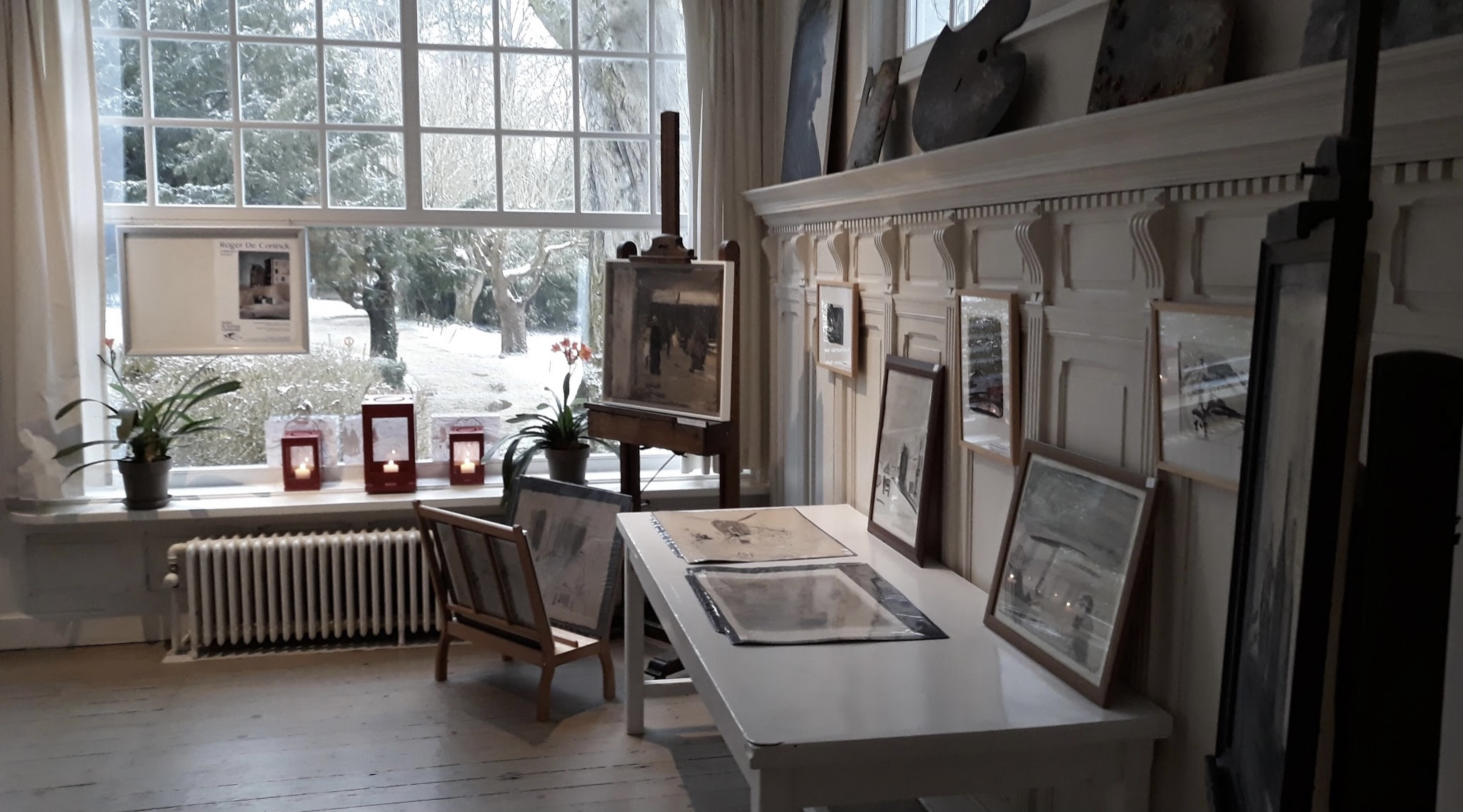
... et peut être visitée le dimanche (photographié en 2021[7]).

## Iconographie

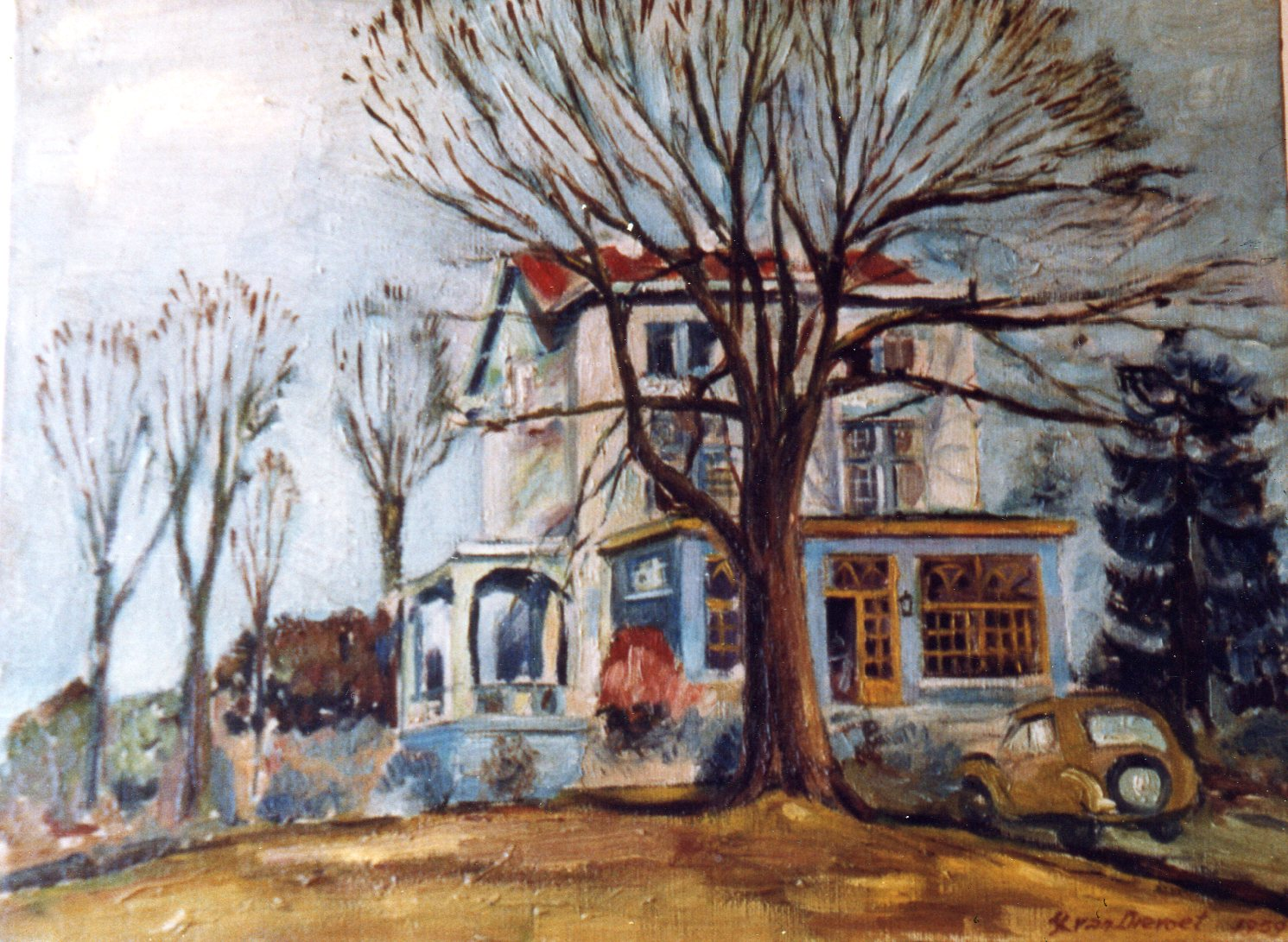
La Maison Lismonde, huile par Léon Van Dievoet, 1959.
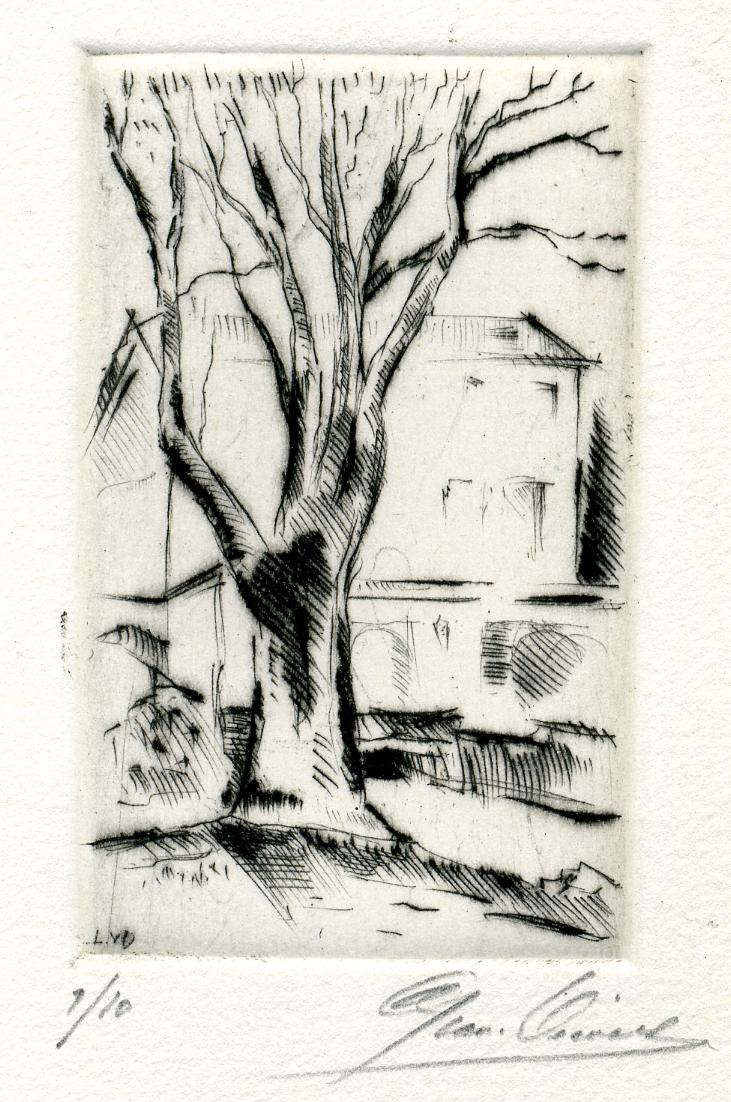
La Maison Lismonde, pointe-sèche par Léon Van Dievoet, 1964.
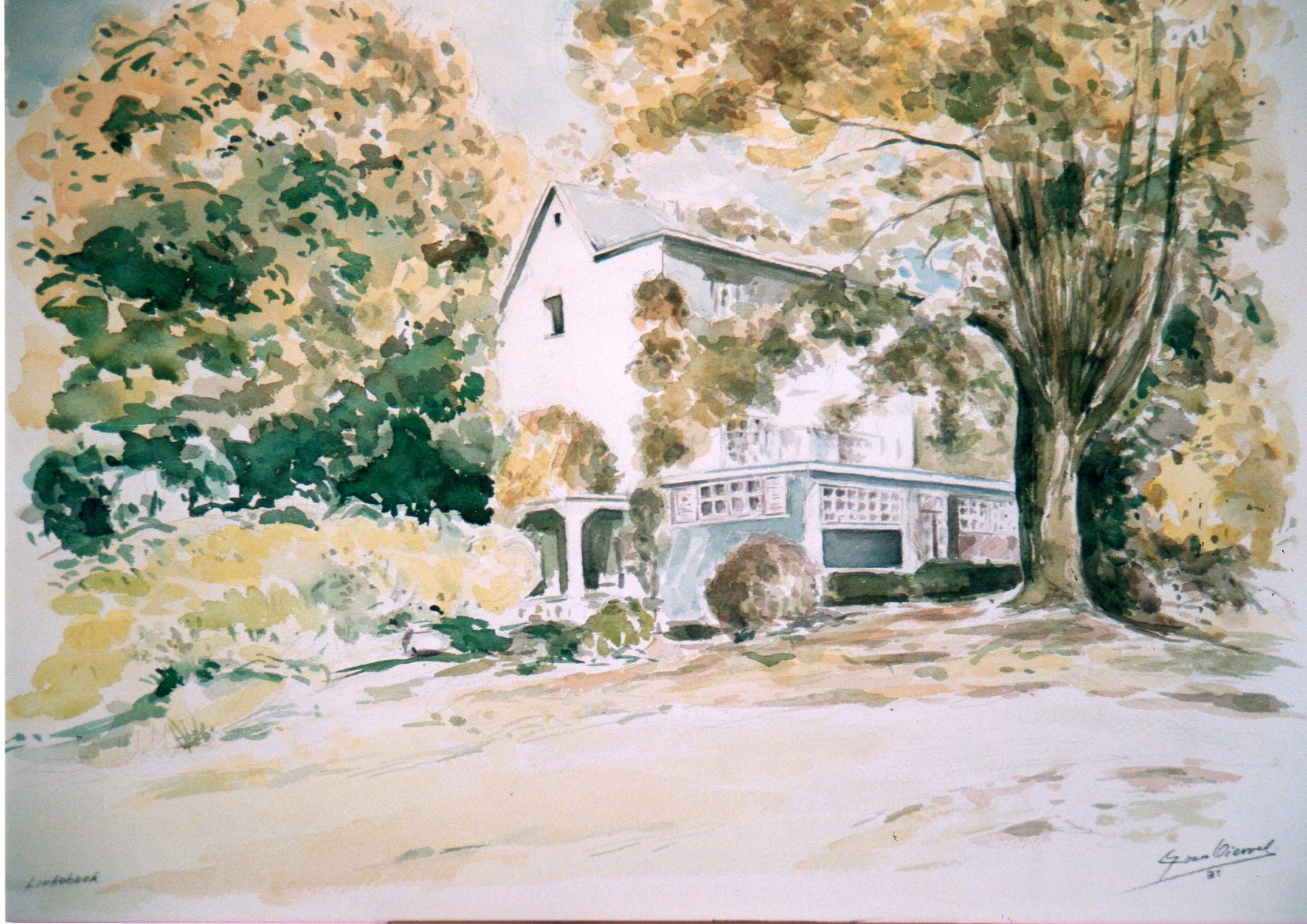
La Maison Lismonde, aquarelle par Léon Van Dievoet, 1981.
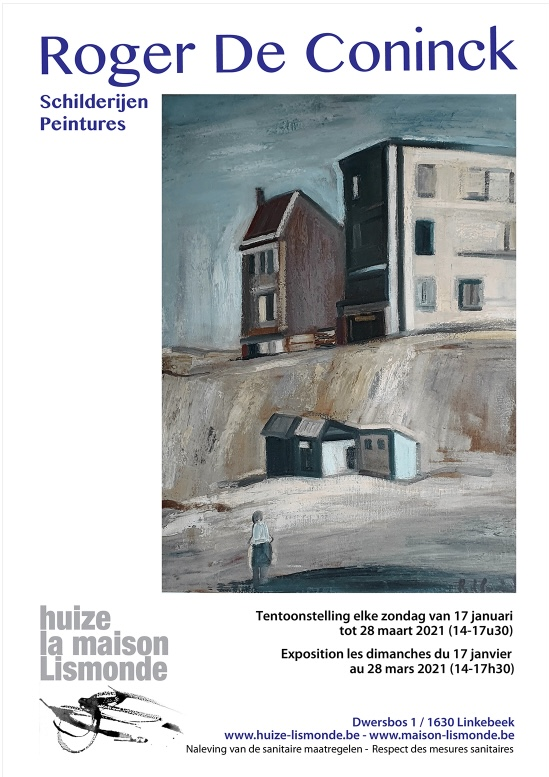
Affiche de l'exposition consacrée à Roger De Coninck en 2021.

## Filmographie
- [vidéo] « La Maison Lismonde. À l'ombre du chêne », sur YouTube